# Landesregierung Wallnöfer I
Die Landesregierung Wallnöfer I bildete die Tiroler Landesregierung während der V. Gesetzgebungsperiode ab der Wahl von Eduard Wallnöfer zum Landeshauptmann am 13. Juli 1963 bis zum Ende der Gesetzgebungsperiode am 2. November 1965.
Die Österreichische Volkspartei (ÖVP) hatte bei der Landtagswahl 1961 den Anspruch auf sechs der in der Folge vereinbarten acht Regierungssitze erworben, darunten den Landeshauptmann, einen Landeshauptmann-Stellvertreter und vier Landesräte. Auch die Sozialdemokratische Partei Österreichs (SPÖ) war auf Grund des Proporzsystems mit einem Landeshauptmann-Stellvertreter in der Landesregierung vertreten, zudem stellte die SPÖ einen Landesrat. Nachdem Landeshauptmann Hans Tschiggfrey am 30. Juni 1963 von seinem Amt zurückgetreten war, wurde der bisherige Landesrat Wallnöfer am 13. Juni 1963 zum neuen Landeshauptmann gewählt. Als neuer Landesrat kam zudem Reinhold Unterweger (ÖVP) in die Regierung, der sein Amt am 22. Juli 1963 übernahm.

## Regierungsmitglieder
| Amt                                    | Name                | Partei | Geschäftsfelder |
| -------------------------------------- | ------------------- | ------ | --------------- |
| Landeshauptmann                        | Eduard Wallnöfer    | ÖVP    |                 |
| Erster Landeshauptmann-Stellvertreter  | Hans Gamper         | ÖVP    |                 |
| Zweiter Landeshauptmann-Stellvertreter | Karl Kunst          | SPÖ    |                 |
| Landesrat                              | Robert Lackner      | ÖVP    |                 |
| Landesrat                              | Hermann Scheidle    | ÖVP    |                 |
| Landesrat                              | Adolf Troppmair     | ÖVP    |                 |
| Landesrat ab 22. Juli 1963             | Reinhold Unterweger | ÖVP    |                 |
| Landesrat                              | Rupert Zechtl       | SPÖ    |                 |